# Zimmer 483 – Live in Europe
Zimmer 483: Live in Europe es el segundo álbum en vivo de la banda alemana Tokio Hotel, que fue grabado durante su gira "Zimmer 483 Tour", donde estaban promocionando su álbum estudio Zimmer 483, además de éxitos de sus álbum anterior Schrei
Es un DVD/CD que fue grabado el 2 de mayo de 2007, en Oberhausen, Alemania.

## Lista de canciones
| Pista # | Nombre                                | Duración CD | Duración DVD |
| ------- | ------------------------------------- | ----------- | ------------ |
| 1       | "Übers Ende der Welt (Live)"          | 5:13        | 4:14         |
| 2       | "Reden (Live)"                        | 2:58        | 2:58         |
| 3       | "Ich brech aus (Live)"                | 3:26        | 4:27         |
| 4       | "Spring nicht (Live)"                 | 4:07        | 5:26         |
| 5       | "Der letzte Tag (Live)"               | 4:42        | 4:43         |
| 6       | "Wo sind eure Hände (Live)"           | 3:56        | 3:54         |
| 7       | "Durch den Monsun (Live)"             | 5:43        | 6:51         |
| 8       | "Wir sterben niemals aus (Live)"      | 2:57        | 3:01         |
| 9       | "Stich ins Glück (Live)"              | 4:07        | 5:06         |
| 10      | "Ich bin nicht ich (Live)"            | 4:14        | 4:17         |
| 11      | "Schrei (Live)"                       | 5:13        | 5:11         |
| 12      | "Vergessene Kinder (Live)"            | 5:34        | 8:05         |
| 13      | "Leb Die Sekunde (Live)"              | 5:17        | 6:09         |
| 14      | "Heilig (Live)"                       | 4:23        | 5:00         |
| 15      | "Totgeliebt (Live)"                   | 5:07        | 5:58         |
| 16      | "In die Nacht (Live)"                 | 3:30        | 5:00         |
| 17      | "Rette mich (Live)"                   | 4:16        | 5:17         |
| 18      | "An deiner seite (Ich bin da) (Live)" | 4:27        | 7:14         |

- Datos: Q2333769